# Jean-Emmanuel Ducoin
Jean-Emmanuel Ducoin, né en 1966, est un journaliste, écrivain et romancier français. Depuis 1998, il est rédacteur en chef du quotidien L'Humanité où il est également éditorialiste et chroniqueur. Il est, depuis février 2014, le secrétaire national de l'association Les Amis de L'Humanité. Il est également, depuis 2025, rédacteur en chef de Miroir du cyclisme. 
Il reçoit plusieurs prix pour des ouvrages concernant le sport, et particulièrement le cyclisme.

## Biographie
Jean-Emmanuel Ducoin entre au quotidien L'Humanité en septembre 1986, après l'obtention d'un BTS des industries graphiques.
À L'Humanité, il est d'abord secrétaire de rédaction, puis journaliste au service des sports de  L'Humanité Dimanche puis de L'Humanité. En 1997, il obtient le Prix Pierre-Chany (du nom de l'ancien journaliste du quotidien sportif L'Équipe) qui récompense depuis 1989 le meilleur article de presse en langue française sur le cyclisme. Il avait déjà obtenu, en 1992, le prix Lalique pour une série d'articles consacrés aux Jeux olympiques d'hiver. 
Depuis 1989, il a couvert tous les Tours de France cyclistes, excepté celui de 1999, année du lancement d'une nouvelle formule importante de l'Humanité. Il est l'un des spécialistes reconnus de la lutte contre le dopage, qu'il évoque dans plusieurs de ses livres. Il a participé à l'écriture de nombreux livres comme « nègre », mais également comme co-auteur, en particulier avec Laurent Fignon et Cyrille Guimard.
Le 14 novembre 2013, il obtient les prix littéraires Jules-Rimet et Sport Scriptum pour son roman Go Lance !.
Le 1er février 2016, il obtient le prix littéraire Louis-Nucéra pour son livre Bernard, François, Paul et les autres….
Chef du service politique-économie-social de L'Humanité en 1997, il est nommé rédacteur en chef exécutif en 1998, et devient l'un des deux rédacteurs en chef, avec Pierre Laurent, chargés de rénover le journal de Jean Jaurès et collabore étroitement au lancement d'une nouvelle formule de L'Humanité qui cesse d'être « le journal du Parti communiste français ». En 2009, il participe également, au côté du nouveau directeur de la rédaction de L'Humanité, Patrick Apel-Muller, à l'élaboration d'une nouvelle formule fortement symbolisée par son nouveau logo où apparaît cette phrase mise en exergue : « L'Humanité, le journal fondé par Jean Jaurès ». En avril 2014, toujours avec Patrick Apel-Muller, il participe de nouveau activement au lancement d'une nouvelle formule importante de l'Humanité, dont l'ambition est de « remettre l'écrit au centre du journal » et constitue un virage fondamental dans l'histoire du quotidien.
Depuis 2003, il publie un bloc-notes hebdomadaire dans l'Humanité (d'abord chaque samedi, puis chaque vendredi depuis le 11 mars 2011 après la disparition du journal du samedi). En mars 2006, il lance les pages L'Humanité des débats, qui connaissent un grand succès auprès des lecteurs.
Depuis le retour de la publication en juin 2025, il est aussi le rédacteur en chef de Miroir du cyclisme.

## Récompenses
- Lauréat en 1992 du prix Lalique, pour une série d'articles consacrés aux Jeux olympiques d'hiver.
- Lauréat en 1997 du prix Pierre-Chany, qui récompense le meilleur article de presse en langue française sur le cyclisme[2].
- Il a terminé deuxième du prix Jacques Goddet à plusieurs reprises[7].
- Lauréat en 2013 du prix Jules Rimet et du prix Sport Scriptum, pour son roman Go Lance !, publié aux éditions Fayard[3].
- Lauréat en 2016 du prix littéraire Louis Nucéra, pour son livre Bernard, François, Paul et les autres…, publié aux éditions Anne Carrière[4].
- Lauréat du "Plateau d'Argent" du Tour de France, en juillet 2024, remis par les organisateurs d'ASO, pour honorer ses 35 Tours de France.

## Publications
- (collectif ), Tour (1903-2003) : une histoire de France, Siep éditions, 2003
- (collectif), 1944, la France se libère, Siep éditions, 2004
- Notes d'Humanité(s), Journal d'un effronté, chroniques 2003-2007, Paris, éditions Michel de Maule, 26 octobre 2007, 304 p. (ISBN 978-2-87623-222-8)
- Tour de France, une belle histoire?, Paris, éditions Michel de Maule, 28 mai 2008, 200 p. (ISBN 978-2-87623-232-7) (essai)
- (collectif), Grande Guerre : la matrice du XXe siècle, Siep éditions, mars 2008
- Lance Armstrong, l'abus !, éditions Michel de Maule, juin 2009 (pamphlet)[8]
- Laurent Fignon (avec Jean-Emmanuel Ducoin), Nous étions jeunes et insouciants, Paris, éditions Grasset, juin 2009, 397 p. (ISBN 978-2-246-75581-4) ; Livre de Poche, février 2010.
- Il est mal vu de... (Petit inventaire des interdits quotidiens), éditions Michel de Maule, mars 2010 (essai)
- (collectif), La Commune au firmament, Siep éditions, mars 2011
- A la rencontre de... Karl Marx, Oxus Littérature (avec une préface de Gérard Mordillat), septembre 2011[9].
- Jean Ferrat, l'homme qui ne trichait pas, Jean-Claude Gawsewitch éditions / l'Humanité, septembre 2011.
- Cyrille Guimard (avec Jean-Emmanuel Ducoin), Dans les secrets du Tour de France, Grasset éditions, juin 2012 ; Livre de Poche, 2012.
- Go Lance !, roman, Fayard éditions, juin 2013, prix Jules Rimet et prix Sport Scriptum.
- Soldat Jaurès, roman, Fayard éditions, janvier 2015.
- Bernard, François, Paul et les autres, récit, éditions Anne Carrière, juin 2015[10], prix Louis Nucéra.
- Rue de la République, roman, éditions Anne Carrière, janvier 2017.
- La Sainte et la Gitane, roman, éditions Anne Carrière, octobre 2018.
- Diego, L'enfant de la balle, collectif, éditions Jules Rimet, janvier 2021.
- Le Tour de France, une passion française, coscénariste et "conseiller historique" du documentaire diffusé sur France Télévision, 2023.